# Falsa Loura
Falsa Loura é um longa metragem brasileiro de drama dirigido por Carlos Reichenbach. Falsa Loura foi apresentado pela primeira vez no Festival de Brasília, no dia 24 de novembro de 2007.

## Enredo
Silmara (Rosanne Mulholland) é uma operária que sustenta o pai, Antero, um ex-presidiário por quem zela muito, temendo que um dia ele possa voltar ao mundo do crime. Ela trabalha em uma fábrica de couro com um grupo de amigas – a fofoqueira Milena (Suzana Alves), a tímida Briducha (Djin Sganzerla), a recatada Luíza (Vanessa Prieto) e a esperançosa Valquiria (Priscila Dias) – vivendo os conflitos e dilemas da falta de perspectiva da vida que levam. Apesar da fama de libertina e sempre arrumar confusão no trabalho, Silmara tem bom coração e ajuda Briducha a descobrir sua beleza, além de dar uma força para que o irmão, Tetê (Léo Áquilla), que se transforma em drag queen, fique com seu próprio ex-namorado, o malandro Tito (Jiddu Pinheiro).
Durante uma noite em que vai ao Clube Alvorada com Milena, Briducha e a vizinha Lígia (Maeve Jinkings), a jovem acaba se envolvendo com Bruno (Cauã Reymond), vocalista da banda Bruno e os Andrés, que está em ascensão pelo Brasil. Embora humilhada por ser pobre e tratada com inferioridade pelo músico, a moça é tida pelas companheiras de fábrica como uma celebridade e, mesmo tentando explicar a realidade dos fatos, tem que aprender a lidar com a ascensão social no mundo em que vive.

## Elenco
- Rosanne Mulholland como Silmara dos Santos
- João Bourbonnais como Antero dos Santos
- Djin Sganzerla como Brida (Briducha)
- Suzana Alves como Milena
- Maeve Jinkings como Ligia
- Vanessa Prieto como Luíza
- Priscila Dias como Valquiria
- Jiddu Pinheiro como Tito
- Cauã Reymond como Bruno
- Maurício Mattar como Luís Ronaldo Meira
- Léo Áquilla como Antero dos Santos Junior (Tetê)
- Bruno de André como Dr. Vargas
- André Guerreiro Lopes como Jorge
- Fernanda Carvalho Leite como Silvana
- Deivy Rose como Cassandra
- Raoni Carneiro como Lucas
- Emanuel Dória como Leonel Meira
- Luiz Henrique como Bono

## Premiações
No Festival de Brasília do Cinema Brasileiro no ano de 2007, o filme foi premiado com o Troféu Candango de melhor atriz coadjuvante para Djin Sganzerla. No Prêmio Contigo de Cinema Nacional, a atriz Rosanne Mulholland venceu o troféu de melhor atriz.
O filme também venceu o Troféu APCA de 2009 na categoria de melhor roteiro.

## Recepção da crítica
Marcelo Hessel, do portal Omelete, fez crítica positiva ao filme e anotou que: "quem se acostumou a ver em filmes nacionais edificantes o brasileiro traduzido como o sertanejo humilde e passivo pode se surpreender com o retrato que Reichenbach faz da classe média baixa e do proletariado de modo geral e do brega em particular."
Sérgio Rizzo, do jornal Folha de S.Paulo, escreveu de maneira elogiosa sobre o longa e a direção de Reichenbach, dizendo que "Falsa Loura demonstra mais uma vez, na carreira de Carlos Reichenbach, que cinema de alcance popular não precisa se render ao popularesco nem subestimar o espectador."
Luiz Zanin, do jornal paulista O Estado de S. Paulo, também criticou de maneira positiva, a direção de Reichenbach e atuação de Rosanne, anotando que: "Carlão é um diretor experiente que filma com a garra de um iniciante. É a força (e às vezes a fraqueza) do seu cinema. Busca a emoção e, libertário, teima em acreditar que a cultura proletária ainda possa conviver com a indústria cultural pós-moderna."

## Mídia caseira
Em 2008, o filme foi lançado em DVD. Foi lançado pela produtora paulista Imovision.